# Сюрюк (Закарпатская область)
Сюрюк (укр. Сюрюк) — село в Горинчовской сельской общине Хустского района Закарпатской области Украины.
Население по переписи 2001 года составляло 372 человека. Почтовый индекс — 90430. Телефонный код — 3142. Код КОАТУУ — 2125382205.